# Neue Ära (Preußen)
„Neue Ära“ ist die Bezeichnung für eine Phase der politischen Geschichte Preußens zwischen 1858 und 1861/1862. Den Anfangspunkt der „Neuen Ära“ markiert der Regentschaftswechsel von Friedrich Wilhelm IV. zu Wilhelm, welcher ab Oktober 1858 als Prinzregent und ab 1861 als König von Preußen die Regierungsgeschäfte führte. Als Endpunkte der „Neuen Ära“ gelten die Ausweitung des Heeres- zum Verfassungskonflikt ab Frühjahr 1861 oder die Ernennung Otto von Bismarcks zum preußischen Ministerpräsidenten im September 1862.
Die „Neue Ära“ kennzeichnete eine liberal-konservative Regierungspolitik, die Ablösung einer konservativen durch eine liberale Mehrheit im preußischen Landtag und ein Rückgang polizeistaatlicher Verfolgung. In der politischen Öffentlichkeit wurden Forderungen nach einer nationalstaatlichen Reform des Deutschen Bundes wieder vermehrt geäußert. Umstritten ist in der Forschung, ob oder inwieweit die „Neue Ära“ eine reale Abkehr von der vorhergehenden „Reaktionsära“ (1850–1858) darstellte. In der Forschung verbindet sich mit der „Neuen Ära“ häufig die Frage, ob eine Parlamentarisierung Preußens und Abschwächung des Obrigkeitsstaates Anfang der 1860er Jahre möglich war.

## Einordnung

### Begriffsbedeutung
Der Begriff der „Neuen Ära“ ist zeitgenössischer Prägung. Die Zeitgenossen verstanden darunter in Preußen eine politische Phase, in der die Berliner Regierung einen liberaleren Kurs einschlug. Vor allem die propreußische Historiografie etablierte die „Neue Ära“ als eigenen Zeitabschnitt der preußischen Geschichte. Von Historikern wird diese Interpretation heute teilweise nicht mehr geteilt. Der Bismarckbiograph Otto Pflanze etwa schreibt, dass der Regierungswechsel, der die „Neue Ära“ einläutete, nicht viel änderte: „Anstatt der feudal gesinnten Konservativen waren nun aristokratische Liberale an der Macht“. Der amerikanische Historiker Jonathan Steinberg stimmt dem zu, doch 1858 habe die Zusammensetzung des Kabinetts, das unterstützt wurde von der liberalen Frau des Prinzregenten, durchaus den Anschein erweckt, als stünde es für einen Neuanfang. Nach Christian Jansen blieb der liberale Aufbruch in Preußen nur „halbherzig“; im Vergleich mit anderen deutschen Staaten könne von keiner echten „Neuen Ära“ gesprochen werden. In Anlehnung an Jansen bezeichnet auch Amerigo Caruso die „Neue Ära“ in Preußen als einen beschönigenden bzw. euphemistischen Begriff. Die „Neue Ära“ bringt er in Zusammenhang mit öffentlichen Hoffnungen auf Reformen, die aber letztlich weitgehend enttäuscht wurden. Laut Caruso förderte gerade auch die preußische Regierung den Mythos einer „Neuen Ära“ und schuf unter anderem hierfür eine eigene Propagandaabteilung, das sogenannte Literarische Büro.
Die Historikerin Elisabeth Fehrenbach spricht hingegen bei der „Neuen Ära“ in Preußen von einem echten politischen „Kurswechsel“. Immerhin wurde das reaktionäre Kabinett von Ministerpräsident Manteuffel durch Vertreter der liberal-konservativen und national gesinnten Wochenblattpartei ersetzt. Der Historiker Dierk Walter definiert die „Neue Ära“ als Zeit einer „liberaleren Regierungspraxis“ und des ernst gemeinten Versuches einer Kooperation zwischen dem liberal dominierten preußischen Abgeordnetenhaus und dem Kabinett. Die neue Regierung habe Walter zufolge zwar „nicht wirklich eine parlamentarische, [aber …] doch parlamentarisch unterstützte Politikgestaltung“ zulassen wollen.

### Zeitraum
Der in der Forschung vorherrschenden Sichtweise nach begann die „Neue Ära“ mit der Regentschaftsübernahme durch Prinz Wilhelm im Herbst 1858 und endete mit der Ernennung Otto von Bismarcks zum preußischen Ministerpräsidenten im September 1862. Jansen zufolge dauerte der Zeitabschnitt in Preußen nur bis Anfang 1861. Auch nach Ansicht des Historikers Dieter Langewiesche fand die „Neue Ära“ spätestens im Jahr 1861 ihr Ende.

### Außerhalb Preußens
Wie in Preußen zeichneten sich auch in anderen deutschen Staaten während der 1860er Jahre liberale Tendenzen ab. Im Königreich Bayern trat aufgrund eines Wahlsieges der Liberalen im Landtag der Vorsitzende des Ministerrates, Ludwig von der Pfordten, zurück. In Baden ernannte der Großherzog Führer der bisherigen Opposition zu Ministern. Auch für Österreich wird der Begriff der „Neuen Ära“ verwendet. In Wien war die Regierung nach ihrer Niederlage im Sardinischen Krieg unter Druck geraten und leitete Reformen ein. Unter dem neuen Staatsminister Anton von Schmerling erhielt Österreich eine Verfassung.

## Verlauf

### 1858

#### Stellvertretung und Regentschaftsantritt
Der „Neuen Ära“ ging die sogenannte „Reaktionsära“ voraus. Diese reaktionäre Phase nach dem Ende der Revolution von 1848/1849 war in Preußen durch verfassungsrechtliche Änderungen zu Ungunsten des Parlamentes, eine strikte Handhabung der Zensur und Versammlungsverboten gekennzeichnet. Mit repressiven Mitteln ging der Staat gegen freiheitliche und nationale Kräfte vor. Das Ende der „Reaktionsära“ und der Beginn der „Neuen Ära“ wurde in Preußen 1858 durch den Übergang von der Stellvertretung in die Regentschaft eingeleitet. Der schwer erkrankte preußische König Friedrich Wilhelm IV. hatte sich bereits ab Oktober 1857 von seinem Bruder Wilhelm, dem Prinzen von Preußen, vertreten lassen. Dieser kam in der Thronfolge an nächster Stelle, weil der König selbst keinen männlichen Nachkommen hatte. Politisch Einfluss nehmen, konnte Wilhelm zunächst noch nicht, da faktisch die Kamarilla den politischen Kurs weiterhin bestimmte. Sie setzte durch, dass Wilhelm mehrfach nur befristet als Stellvertreter eingesetzt wurde. Erst nachdem aufgrund weiterer gesundheitlicher Verschlechterungen endgültig abzusehen war, dass Friedrich Wilhelm IV. nicht mehr würde regieren können, wurde die Übernahme der Regentschaft eingeleitet. Die politische Öffentlichkeit knüpfte an den Regierungsantritt des Prinzregenten die Hoffnung eines nationalen und liberalen Politikwechsels.
Die ersten Initiativen der „Neuen Ära“ in Preußen ergriff der Prinzregent selbst: Noch vor der Annahme der Regentschaft entließ er am 7. Oktober 1858 Ferdinand von Westphalen als Innenminister und ernannte Eduard von Flottwell zum interimistischen Leiter des Innenministeriums. Die Neubesetzung wurde in der Öffentlichkeit begrüßt, denn Flottwell galt politisch als deutlich liberaler als Westphalen. Am selben Tag setzte der König seine Unterschrift unter eine Kabinettsordre, die seinen Bruder zum Regenten machte. Zwei Tage später erklärte sich Wilhelm per Erlass bereit, die Regentschaft des Landes zu übernehmen. Ebenfalls am 9. Oktober ordnete er die Einberufung der beiden Kammern des preußischen Parlamentes ein. Das Herrenhaus und das Abgeordnetenhaus sollten seinem Antritt rechtlich zustimmen. Damit folgte Wilhelm dem von der Verfassung in der Folge eines Machtwechsels vorgesehenen Ablauf.
Wilhelms verfassungskonformes Auftreten ließ im preußischen Landtag Hoffnungen auf einen politischen Bruch mit der Reaktionsära aufkommen: Das liberale Lager einigte sich am 12. Oktober 1858 auf neun zentrale Reformforderungen. Hierzu gehörten unter anderem staatlich unbeeinflusste Wahlen, die Stärkung der lokalen Selbstverwaltung, die Einführung der Grundsteuer für den Landadel und die gesetzliche Verankerung einer Ministerverantwortlichkeit. Am 26. Oktober 1858 legte Wilhelm einen Eid auf die preußische Verfassung von 1850 ab. Damit ignorierte er eine Bestimmung des noch lebenden Königs. Friedrich Wilhelm IV. hatte in seinem Testament verfügt, dass Wilhelm bei der Regierungsübernahme keinen Verfassungseid ablegen sollte.

#### Regierungsneubildung
Anfang November entließ Wilhelm fünf Minister der ultra-konservativen Regierung: Friedrich von Waldersee als Kriegsminister, Otto Theodor von Manteuffel als Vorsitzender des Staatsministeriums und Außenminister, Karl Otto von Raumer als Kultusminister, Carl von Bodelschwingh als Finanzminister und Karl Otto von Manteuffel als Leiter des Landwirtschaftsministeriums. Gleichzeitig ernannte er Eduard von Flottwell zum Innenminister, Rudolf von Auerswald zum Minister ohne Portefeuille, Alexander von Schleinitz zum Außenminister, Eduard von Bonin zum Kriegsminister, Robert von Patow zum Finanzminister, Erdmann von Pückler zum Landwirtschaftsminister und Moritz August von Bethmann-Hollweg zum Kultusminister. Nur Ludwig Simons als Justizminister und August von der Heydt als Handelsminister blieben unverändert in ihren Ämtern. Mit der Berufung einiger neuer Minister sollten in der Bevölkerung die gemäßigt konservativen Kräfte zufrieden gestellt werden.
Die in die Regierung berufenen Personen standen entweder der liberal-konservativen Wochenblattpartei nahe oder gehörten ihr an. Den Kontakt zu dieser Gruppierung hatte Wilhelm seine liberal gesinnte Ehefrau Augusta vermittelt. Der Regierungschef Karl Anton von Hohenzollern-Sigmaringen entstammte einer schwäbischen Linie von Wilhelms eigener Dynastie. Er trat sein Amt jedoch nur formal an. Der eigentliche die Regierung leitende Akteur war Rudolf von Auerswald. Obwohl Auerswald keinen ministeriellen Zuständigkeitsbereich zugewiesen bekam, stand er faktisch in der Position eines Stellvertreters des Ministerpräsidenten. Seine bei Regentschaftsantritt Wilhelms verfasste Denkschrift nahm Einfluss auf die spätere Regierungserklärung des Prinzregenten. Auerswald war besonders in liberalen Kreisen populär. Im Sommer 1848 hatte er bereits als preußischer Ministerpräsident amtiert. Der ebenfalls im Bürgertum beliebte neue Finanzminister Robert von Patow gehörte 1848 der preußischen Märzregierung an. Kultusminister Moritz August von Bethmann-Hollweg galt als eine der führenden Figuren der Wochenblattpartei. In der Presse kam besonders die Ernennung Eduard von Bonins zum Kriegsminister gut an. Bonin hatte während des Krimkrieges eine Parteinahme Preußens zu Gunsten Großbritanniens und gegen Russland gefordert. Die die preußische Politik bis dahin bestimmende Kamarilla Friedrich Wilhelms IV. verlor dagegen seinen Einfluss auf die Politik. Abgesehen von Regierung und Hof kam es auch in der Bürokratie und der Diplomatie zu Veränderungen. Anhänger der Wochenblattpartei erhielten dort leitende Positionen. Auch die Ehefrau des Regenten, Augusta von Sachsen-Weimar-Eisenach, unterstützte die neue Regierung – Außenminister Alexander von Schleinitz galt als ihr Vertrauter.

#### Regierungsprogramm
Am 8. November 1858 stellte Wilhelm dem Kabinett sein Regierungsprogramm vor. In außenpolitischer Hinsicht erklärte der Monarch freundschaftliche Beziehungen mit den anderen europäischen Großmächten führen zu wollen. Außerdem versprach er „moralische Eroberungen in Deutschland“ und „überall das Recht zu schützen“. Die Formulierung über „moralische Eroberungen“ erlangte in der Öffentlichkeit große Aufmerksamkeit, denn das Regierungsprogramm wurde in Form einer Proklamation verbreitet. Die Liberalen interpretierten das Programm dahingehend, dass die preußische Regierung sich fortan für eine nationale Einigungspolitik einsetzen würde. Eine ebenfalls in dem Regierungsprogramm angekündigte Modernisierung der preußischen Armee wurde hingegen kaum rezipiert. Die Liberalen nahmen stärker auf Passagen Bezug, die eine „Befestigung der bürgerlichen Freiheit in Preußen“ und eine „Herrschaft des Gesetzes“ versprachen. Sie gingen von einer mit dem Parlament fortan kooperierenden Regierung aus. Tatsächlich wollte Wilhelm mit dem Regierungsprogramm den Reformerwartungen allerdings auch Grenzen setzen. Er wies die Einschätzung zurück, „daß die Regierung sich fort und fort treiben lassen müsse, liberale Ideen zu entwickeln“. Es müsse einerseits zwar eine „bessernde Hand“ Korrekturen vornehmen, andererseits aber jeder „Bruch mit der Vergangenheit“ vermieden werden. Der Zuspruch, den die neue Regierung und er von liberaler Seite erhielten, war ihm unangenehm, weshalb er sich fragte: „Womit habe ich verdient, dass diese Gesellschaft mich lobt?“

#### Landtagswahl
Anders als bei vorbeigehenden Landtagswahlen übte die Regierung bei derjenigen vom 23. November 1858 keinen repressiv–polizeistaatlichen Druck aus. In der Folge errangen die liberalen Kräfte im Abgeordnetenhaus – der zweiten Kammer des preußischen Parlamentes – einen großen Wahlerfolg. Die Fraktion um Georg von Vincke gewann von den 352 Sitzen 151. Eine der Wochenblattpartei nahestehende Gruppe im Parlament erhielt 44 Mandate. Große Verluste erlitten dagegen die Konservativen. Sie fielen auf 47 Mandate zurück und verloren damit nahezu vier Fünftel ihrer bisherigen Sitze. Lediglich 108 Abgeordnete, die 1855 gewählt wurden, zogen erneut in das Parlament ein. Dies entsprach einem Anteil von 30 % – weniger als je zuvor in der noch jungen preußischen Parlamentsgeschichte. Der liberale Durchbruch bei der Wahl ging vor allem auf die östlichen Provinzen und ländlichen Gebiete zurück. Dort war noch 1855 überwiegend konservativ gewählt worden. 1858 erreichten die Liberalen nun die absolute Mehrheit im preußischen Abgeordnetenhaus.
Ihre politische Stellung blieb in dem autokratischen Staat dennoch gefährdet. Das Militär, die Bürokratie und der ostelbische Landadel standen den liberalen Ansätzen meist feindlich gegenüber. Aus Sicht der Liberalen konnte der König daher leicht wieder von seinem politischen Kurs abrücken. Um dies zu verhindern, verbreitete sich die Losung „Nur nicht drängeln“. In diesem Sinne appellierte auch der Historiker Maximilian Duncker an das Parlament: „Der König darf nicht erschreckt und brüskiert werden soviel an uns ist. Die Kerle von der Kreuzzeitung rechnen darauf, auf diese unsere Fehler und die monarchischen Instinkte“.

### 1859
Gleich am Anfang ihrer Amtszeit setzte die neue Regierung eine Änderung im Standesrecht durch: Am 2. Februar sprach sie einem jüdischen Besitzer eines schlesischen Ritterguts die vollen ständischen Rechte zu, über die die anderen, christlichen Rittergutsbesitzer verfügten, einschließlich der Zulassung zum Breslauer Kreistag. Diese Rechte waren Juden 1847 abgesprochen worden. Ein zweijähriger Konflikt mit den führenden Adligen im Kreistag war die Folge, die die Juden nicht als Ihresgleichen akzeptieren wollten.
Im Sommer 1859 verstärkte der von Frankreich und Sardinien gegen Österreich geführte Italienische Unabhängigkeitskrieg die nationalen Erwartungen der Öffentlichkeit gegenüber Preußen. Das Land wurde als Vorreiter einer deutsch-nationalen Politik wahrgenommen. Ursächlich hierfür war unter anderem die im preußischen Regierungsprogramm erwähnte Absicht von „moralischen Eroberungen“. Außerdem kam es erstmals seit 1849 nicht mehr zu einem von Österreich und Preußen abgestimmten Vorgehen gegen Parteibildungen im Deutschen Bund. Es boten sich damit größere Freiräume für die Presse, Parlamentssitzungen und politische Versammlungen. Die folgenreichste Organisationsgründung war der sogenannte Deutsche Nationalverein. Er sah Preußens Mission in der Durchsetzung einer nationalen Einheit. Auf preußischem Territorium wurde der Nationalverein nicht verboten. Das Königreich enttäuschte jedoch schon bald die Erwartung der nationalen Öffentlichkeit. Es verhielt sich im Italienischen Unabhängigkeitskrieg neutral. Österreich erhielt von Berlin keine militärische Unterstützung gegen Frankreich.
Um die Konfliktparteien vor einer Erweiterung des Krieges auf preußisches Territorium abzuschrecken, wurde die Armee mobilisiert. Bei dem Vorgang zeigten sich zahlreiche Missstände, die der Prinzregent durch eine umfangreichere Modernisierung beseitigen wollte. Da Wilhelm vor seiner Regentschaftsübernahme eine militärische Laufbahn durchlaufen hatte, stellte er selbst am 3. Dezember 1859 dem Staatsministerium Reformpläne vor.
Zur selben Zeit kündigte sich ein Ministerwechsel an. Der bisherige preußische Kriegsminister Eduard von Bonin hatte gegen die Heeresreformpläne des Prinzregenten finanzielle Bedenken geäußert. Anfang Dezember 1859 wurde er durch den General Albrecht von Roon ersetzt. Dieser hatte bereits im Juli die Denkschrift „Bemerkungen und Entwürfe zur vaterländischen Heeresverfassung“ beim König eingereicht. Der Historiker Christian Jansen sieht die Ernennung von Roon als Beleg für eine nur „halbherzige Liberalisierung“ Preußens an. Anders als der altliberale Bonin gehörte Roon dem antibürgerlichen Lager an.

### Reformen
Die konservativ-liberale Regierung konnte sich zunächst auf eine große Mehrheit im neu gewählten Abgeordnetenhaus stützen. 1860/1861 nahmen die Minister eine Grundsteuerreform in Angriff. Die ostelbischen Großgrundbesitzer hatten bislang keine Steuern auf ihre Landgüter zahlen müssen. Die neue Gesetzesvorlage sollte dies ändern, nicht zuletzt um eine Modernisierung der preußischen Armee finanzieren zu können. Die im Herrenhaus, der ersten Kammer des preußischen Parlamentes, vertretenen Rittergutsbesitzer und Landadligen blockierten zunächst jedoch eine Realisierung. Um den Widerstand der Vertreter zu brechen, berief Wilhelm I. im September 1860 neue Mitglieder in die erste Kammer. Durch die so veränderten Kräfteverhältnisse gelang es im Mai 1861 schließlich, den Beschluss zur Grundsteuerreform durchzusetzen. Allerdings konnte das Herrenhaus andere Reformvorhaben abwehren.

### Neuwahlen Dezember 1861 und Mai 1862
Wilhelm erklärte einerseits, die bestehende preußische Verfassung achten zu wollen, andererseits wandte er sich gegen eine wesentliche Mitsprache des Landtags. Zugleich zeigte sich auch die bürgerlich-liberale Bewegung unentschlossen, in welchem Ausmaß ein Parlamentarismus nach englischem Vorbild erstrebenswert sei. Dass die Heeresreform „nicht über den Weg der Gesetzgebung unter Mitbeteiligung des Landtags ins Leben trat, gehörte zum Kern des Heereskonflikts. Dieser Konflikt trug zusammen mit einer ganzen Reihe von steckengebliebenen und gescheiterten Reformvorhaben der Neuen Ära dazu bei, dass viele Liberale sich enttäuscht fühlten, radikalisierten und neu formierten“. Die Gründung der Fortschrittspartei im Sommer 1861 nahm hier ihren Ausgang. Die Konservativen hingegen unterstützten die Krone insbesondere bei ihrem Vorhaben, eine Mitsprache des Landtags in Militärangelegenheiten zurückzuweisen. Um eine konservative Mehrheit im Herrenhaus zu erreichen, setzte Wilhelm Neuwahlen an. Zwar erhielten die Konservativen 29,5 Prozent der Sitze und die Macht der Altliberalen wurde mit 40 Prozent stark eingeschränkt. Da eine stabile Mehrheit jedoch verfehlt wurde, löste der König den Landtag ein zweites Mal auf. Die erneute Neuwahl brachte keine Veränderung.

### Königskrönung WilhelmsI.

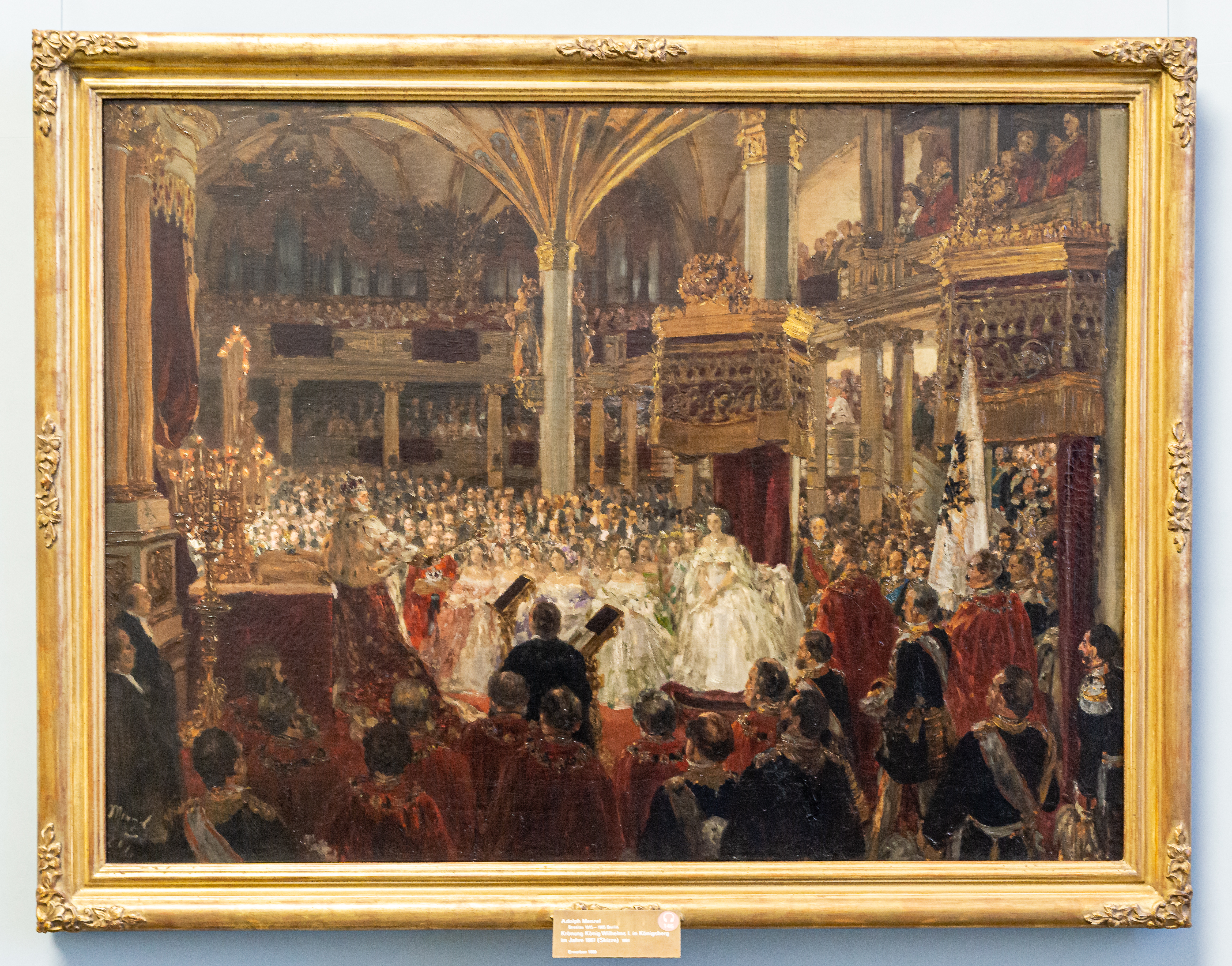
Krönung Wilhelms I. am 18. Oktober 1861 in der Königsberger Schlosskirche, Ölskizze von Adolph Menzel, Alte Nationalgalerie

Am 2. Januar 1861 starb Friedrich Wilhelm IV. Mit seinem Tod ging das Königtum an Wilhelm I. über. Um auch staatssymbolisch die Übertragung der Herrscherrechte sichtbar zu machen, sah der neue Monarch eine sogenannte Huldigung vor. In Preußen war dieses ritualisierte Treueversprechen der Stände gegenüber dem König seit 1713 die Regel. Seit das Königreich 1848/1850 jedoch eine Verfassung angenommen hatte und Abgeordnete des preußischen Landtag an die Stelle von ständischen Repräsentanten getreten waren, wurde eine Huldigung als nicht mehr zeitgemäß empfunden. Wilhelms Minister und sein Sohn rieten ihm von einer solchen Zeremonie ab. So kam schließlich eine Kompromisslösung zustande. Der König erklärte sich bereit, auf eine Huldigung zu verzichten und sich stattdessen selbst zu krönen. Nach Einschätzung des Historikers Reinhard Elze demonstriere der Krönungsakt vom 18. Oktober 1861 „die Besonderheiten dieses Verfassungsstaats, kaum ein Jahr vor dem Ende der „Neuen Ära“ und dem Beginn des sogenannten Verfassungskonflikts […]“. Obwohl die Vertreter des Parlamentes keine bedeutende Rolle spielten, sei die Krönung durchaus mit der Verfassung kompatibel gewesen. Obwohl die erste Kammer und das Abgeordnetenhaus in der Gesetzgebung offiziell mitwirken durften, führten der König und seine Minister die Regierung allein. Die Krönung sollte auf Basis des Gottesgnadentums dieses königliche Anrecht auf Herrschaft betonen. In der Kirche des Königsberger Schlosses setzte sich Wilhelm nach einem Gottesdienst die Krone selbst aufs Haupt. Während der Feierlichkeiten waren Flaggen mit schwarz-rot-goldenen Nationalfarben verboten. Dies rief in den deutsch gesinnten Kreisen der Öffentlichkeit Empörung hervor.

### Ende
Der sich zuspitzende preußische Verfassungskonflikt führte zum Ende der „Neuen Ära“. Da die Konservativen 1860/1861 noch immer zu keinen Zugeständnissen bereit waren, hielt ein Teil der Parlamentsopposition eine Politik der Konfliktvermeidung mit der Krone nicht länger für zielführend. Im Februar 1861 trennten sich daher Abgeordnete von ihren liberalen Lagerkollegen und riefen am 6. Juni 1861 die sogenannte Fortschrittspartei ins Leben.
Als Ende der Neuen Ära werden die Auflösung des neu gewählten preußischen Abgeordnetenhauses und die Ernennung des Fürsten Adolf zu Hohenlohe-Ingelfingen zum „interimistischen“ Ministerpräsidenten angesehen, beides am 11. März 1862. Am 17. März des Jahres wurden die altliberalen Minister der Neuen Ära, Auerswald, Patow, Schwerin, Bernuth und Pückler, entlassen und die Leitungen von vier Fachministerien konservativ besetzt: Heinrich Friedrich von Itzenplitz wurde Landwirtschaftsminister, Heinrich von Mühler Kultusminister, Leopold zur Lippe-Biesterfeld-Weißenfeld Justizminister und Gustav von Jagow Innenminister. Der liberale August von der Heydt, der das Handelsministerium interimistisch behielt, wurde Finanzminister und damit de facto zur maßgebenden Persönlichkeit in der Regierung, aber auch unterstützt von monarchistisch gesinnten Konservativen wie Kriegsminister Albrecht von Roon. Der Ministerwechsel fand eigentlich am 18. März statt, wurde aber wegen der Assoziation zum Berliner Barrikadenkampf vom 18. März 1848 auf den 17. März datiert. Von der Heydt verließ bereits im September 1862 das Kabinett, nachdem Bismarck zum Ministerpräsidenten ernannt worden war.
Augusta hatte die Regierung der Neuen Ära nach Ansicht des amerikanischen Historikers Otto Pflanze als „ihr Ministerium“ betrachtet; der Sturz dieser Regierung war für sie eine bleibende Kränkung, weswegen sie in der Folgezeit grundsätzlich gegen Bismarcks Regierungskurs opponierte und intrigierte, ganz gleich, ob er liberal oder konservativ, antiösterreichisch oder proösterreichisch war.

## Rezeption

### Chancen einer „Neuen Ära“
Dierk Walter glaubt nicht, dass die Politik der „Neuen Ära“ zwangsläufig scheitern und so in den preußischen Verfassungskonflikt führen musste. Dieter Langewiesche kommt hingegen zu dem Ergebnis, dass eine Konfliktvermeidung des Parlamentes mit der Krone langfristig zum Scheitern verurteilt war. Von Beginn an hätten Gegner der „Neuen Ära“ die preußische Heeresreform instrumentalisiert, um den König von einem Bruch mit der neuen Regierung und dem Parlament zu bewegen.

### Vorgeschichte zum Deutschen Kaiserreich
Leo Haupts Einschätzung nach sei die „Neue Ära“ für eine Bewertung des späteren politischen Systems des Deutschen Kaiserreiches zentral. Er charakterisiert die Periode als einen „Versuch, einerseits die Macht der Krone ungebrochen zu behaupten, andererseits aber der Volksvertretung einen gewichtigen, in der Gesetzgebung gleichberechtigten Raum zu gewähren“. Der US-amerikanische Historiker James M. Brophy interpretiert die „Neue Ära“ nicht als einen Umbruch der preußischen Regierungspolitik. Die Reformen dieses Zeitraumes seien bereits ansatzweise vor 1848 und insbesondere in den 1850er Jahren diskutiert worden. Das eigentliche Charakteristikum der „Neuen Ära“ sei Brophy zufolge vielmehr, dass das Wirtschaftsbürgertum in seinem Glauben an die liberal wirtschaftsfördernden Fähigkeiten des Staates weiter bestärkt wurde. Aus diesem Grund hätten die preußischen Wirtschaftseliten sich zu Unterstützern des staatlichen Konservatismus entwickeln können.